# Agnieszka Marucha
Agnieszka Małgorzata Marucha (ur. 15 kwietnia 1979 w Warszawie) – polska skrzypaczka, doktor habilitowana sztuk muzycznych, adiunkt Uniwersytetu Muzycznego Fryderyka Chopina.

## Życiorys
Pochodzi z warszawskiej rodziny o tradycjach artystycznych. W 1998 ukończyła z wyróżnieniem Państwowe Liceum Muzyczne im. Zenona Brzewskiego w Warszawie klasie skrzypiec Mirosława Ławrynowicza. W 2002 ukończyła z wyróżnieniem dwuletnie mistrzowskie studia w Zuid Nederlandse Hogeschool voor Musiek in Maastricht w klasie Roberta Szredera, a w 2003 otrzymała dyplom z wyróżnieniem Akademii Muzycznej im. Fryderyka Chopina w Warszawie w klasie skrzypiec Mirosława Ławrynowicza. W latach 2003–2005 studiowała w Hochschule der Künste w Bernie w pod kierunkiem Moniki Urbaniak-Lisik uzyskując dyplom solistyczny (Solistendiplom). W 2008 ukończyła dwuletnie studia doktoranckie w Akademii Muzycznej im. Fryderyka Chopina w Warszawie pod kierunkiem Jana Staniendy. Była również studentką Schola Cantorum Basiliensis w klasie skrzypiec barokowych prof. Chiary Banchini (2008).
W 2008 uzyskała doktorat za pracę Utwory skrzypcowe Zygmunta Stojowskiego, zaś w 2014 habilitację na podstawie opracowania Późnoromantyczne sonaty i miniatury skrzypcowe Hansa Hubera. Studium analityczno-wykonawcze wybranych utworów. Adiunktka na Uniwersytecie Muzycznym Fryderyka Chopina w Warszawie. Jako profesor wizytująca wykładała w Keimyung University w Daegu (2013–2014).
Laureatka międzynarodowych konkursów skrzypcowych, solistka, kameralistka, pedagożka oraz koncertmistrzyni zespołów muzycznych. Założycielka zespołu Violinofonica. W latach 2011–2017 była prymariuszką Opium String Quartet, z którym otrzymała nagrodę „Fryderyk 2014″. Jako członkini Opium String Quartet, Galant Trio oraz Trio Ardito nagrała 9 autorskich płyt dla wytwórni DUX, CD Accord i Acte Prealable.
Była stypendystką Krajowego Funduszu na rzecz Dzieci (1993–1998), Ministra Kultury (1997, 1998, 2001, 2009), Prezesa Rady Ministrów (1997), stypendium Horsta Flocka (1999), Fundacji Kultury (2002), Stiftung Lyra (2002), Hochschule fur Musik und Theater Bern, rządu szwajcarskiego ESKAS (2003, 2004), Kiefer Hablitzel Stiftung.

## Nagrody
- 2014: Nagroda Akademii Fonograficznej FRYDERYK za płytę Chagall for Strings[4]
- 2005, 2006: Ogólnoszwajcarski Konkurs Stypendialny Kiefer Hablitzel, Bern – Studien Preis
- 2002: VI Międzynarodowy Konkurs Współczesnej Muzyki Kameralnej im. Krzysztofa Pendereckiego, Kraków – II nagroda (w kategorii duet), Nagroda specjalna fundacji „Gaudeamus” za najlepsze wykonanie utworu kompozytora holenderskiego
- 2001: V Międzynarodowy Konkurs im. K. Szymanowskiego, Łódź – III miejsce
- 1999: Międzynarodowy Konkurs im. Pierre Lantier, Paryż – wyróżnienie
- 1999: VI Ogólnopolski Konkurs Skrzypków im. Zdzisława Jahnkego, Poznań – udział w finale i wyróżnienie, Nagroda Specjalna Rektora Akademii Muzycznej w Katowicach
- 1998: I Ogólnopolski Konkurs Muzyki Kameralnej, Zakopane – I miejsce (w kategorii duet: skrzypce-fortepian), nagroda Ministra Kultury i Sztuki, nagroda Instytutu Polskiego w Rzymie
- 1997: Ogólnopolskie Przesłuchania Uczniów Klas Skrzypiec i Altówki, Elbląg – I miejsce
- 1997: VII Międzynarodowy Konkurs Młodych Skrzypków, Lublin – Nagroda Specjalna za najlepsze wykonanie utworu polskiego kompozytora współczesnego
- 1996: Ogólnopolski Konkurs Młodych Skrzypków im. S. Serwaczyńskiego, Lublin – IV miejsce
- 1995: Ogólnopolski Konkurs Smyczkowych Zespołów Kameralnych im. G. Bacewicz, Łódź – II miejsce, Nagroda Specjalna

## Publikacje
- Późnoromantyczne sonaty i miniatury Hansa Hubera. Studium analityczno-wykonawcze wybranych utworów, UMFC, Warszawa 2013
- Edycja partii skrzypiec utworu Salve Regina na skrzypce i organy Naji Hakima, Schott, 2013 (VLB 176, ISMN 979-0-001-19224-8)